# Eclépens
Eclépens ist eine politische Gemeinde im Distrikt Morges des Kantons Waadt in der Schweiz.

## Geographie
Eclépens liegt auf 461 m ü. M., 16 km nördlich der Bezirkshauptstadt Morges (Luftlinie). Das Dorf erstreckt sich im Tal der Venoge, am Südfuss des Mormont, im Waadtländer Mittelland.
Die Fläche des 5,8 km² grossen Gemeindegebiets umfasst einen Abschnitt des Waadtländer Mittellandes. Der Zentralteil des Gebiets wird von der bis zu 1 km breiten flachen Talniederung am Mittellauf der Venoge eingenommen. Nach Süden reicht Eclépens bis auf die Höhe von Bramafan (bis 520 m ü. M.). Die nördliche Grenze verläuft auf dem Mormont, einem Querriegel zwischen dem Venogetal und der Orbeebene. Er bildet die Wasserscheide zwischen den Einzugsgebieten von Rhone und Rhein. Auf dem Haut du Mormont wird mit 605 m ü. M. der höchste Punkt von Eclépens erreicht. Nach Osten erstreckt sich das Gebiet an den bewaldeten Hang der Côte de Tilerie, und ganz im Nordosten bis zum Bach Cristallin, der bereits zum Einzugsgebiet der Orbe gehört. Von der Gemeindefläche entfielen 1997 17 % auf Siedlungen, 27 % auf Wald und Gehölze, 55 % auf Landwirtschaft und etwas mehr als 1 % war unproduktives Land.
Zu Eclépens gehören einige Einzelhöfe und das Industrieareal des Zementwerks nahe dem Bahnhof. Nachbargemeinden von Eclépens sind Orny, La Sarraz, Lussery-Villars, Daillens, Oulens-sous-Echallens und Bavois.

## Geschichte

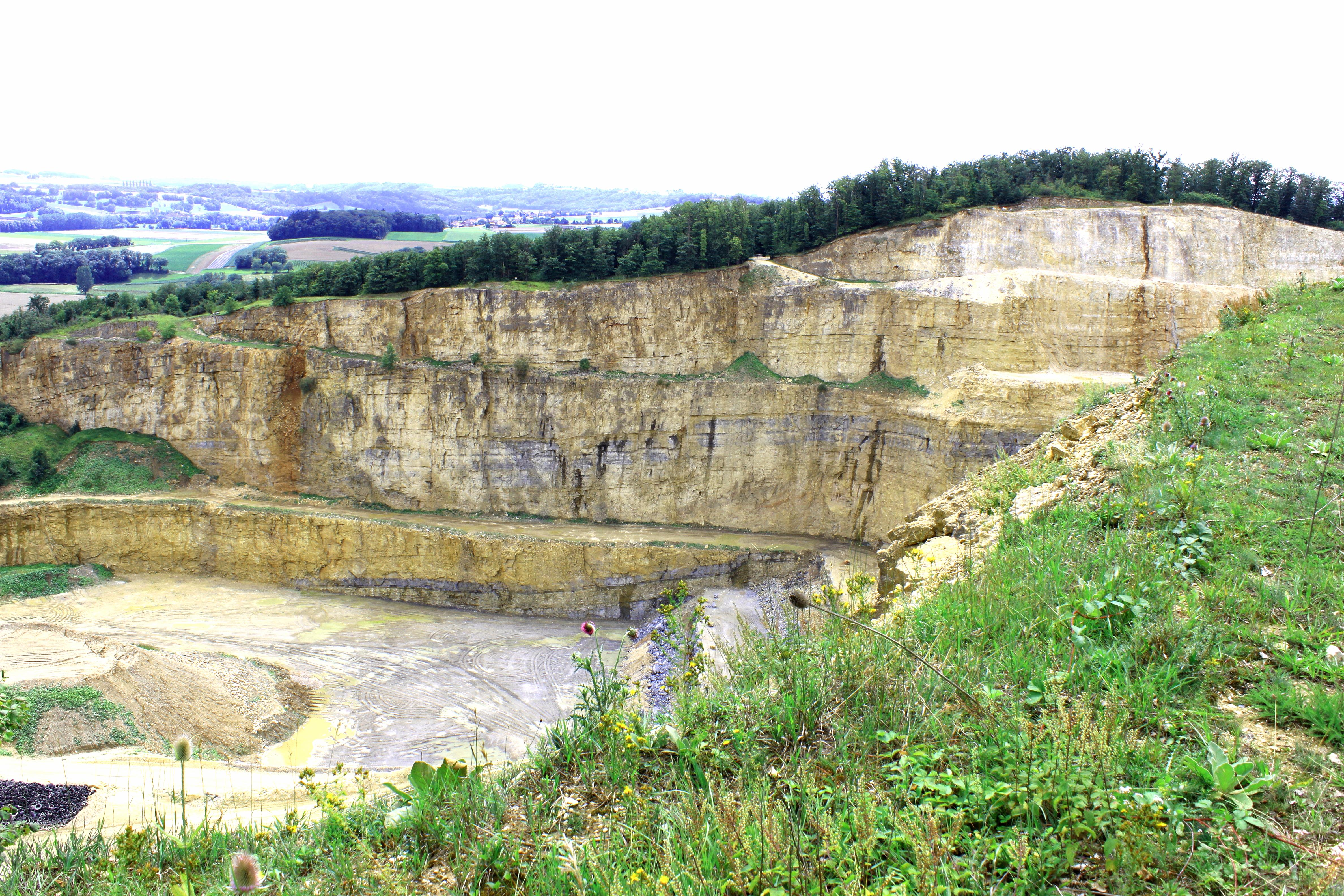
Le Mormont

1973 wurden bei Bauarbeiten drei prähistorische Siedlungen entdeckt, die auf die Zeit vom Neolithikum bis zur späten Bronzezeit datiert wurden. Im Januar 2006 wurde am Mormont eine bedeutende Kultstätte der Helvetier aufgefunden.
Das Gemeindegebiet wurde auch von der Römerstrasse, welche Orbe mit Lausanne verband, durchquert.
Die erste urkundliche Erwähnung des Ortes erfolgte bereits im Jahr 814 unter dem Namen Sclepedingus. Später erschienen die Bezeichnungen Isclapadenes (1011), Sclepens (1147), Esclepens (1174), Esclepeins (1228), Esclepans (1286) und Sclapeins (1325). Der Ortsname ist burgundischen Ursprungs. Sowohl das Domkapitel in Lausanne als auch das Kloster Romainmôtier waren im Mittelalter in Eclépens begütert. Die Dorfherrschaft besass eine ortsansässige Adelsfamilie als Lehen von den Herren von La Sarraz. Im 14. Jahrhundert kam Eclépens nach dem Aussterben des Adelsgeschlechtes wieder an die Herrschaft La Sarraz.
Mit der Eroberung der Waadt durch Bern im Jahr 1536 kam das Dorf unter die Verwaltung der Vogtei Romainmôtier. Nach dem Zusammenbruch des Ancien Régime gehörte Eclépens von 1798 bis 1803 während der Helvetik zum Kanton Léman, der anschliessend mit der Inkraftsetzung der Mediationsverfassung im Kanton Waadt aufging. 1798 wurde es dem Bezirk Cossonay zugeteilt.

## Bevölkerung
Mit 1182 Einwohnern (Stand 31. Dezember 2023) gehört Eclépens zu den kleineren Gemeinden des Kantons Waadt. Von den Bewohnern sind 89,6 % französischsprachig, 3,0 % deutschsprachig und 2,2 % italienischsprachig (Stand 2000). Die Bevölkerungszahl von Eclépens belief sich 1850 auf 495 Einwohner, 1900 auf 477 Einwohner. Seit 1960 (440 Einwohner) wurde eine rasche Bevölkerungszunahme mit einer Verdoppelung der Einwohnerzahl innerhalb von 40 Jahren beobachtet.

## Wirtschaft
Eclépens war bis in die zweite Hälfte des 19. Jahrhunderts ein vorwiegend durch die Landwirtschaft geprägtes Dorf. Heute haben der Ackerbau und der Obstbau nur noch eine untergeordnete Bedeutung in der Erwerbsstruktur der Bevölkerung. Am Südhang des Mormont gibt es ein kleines Weinbaugebiet.
Im Lauf des 19. Jahrhunderts entwickelte sich Eclépens dank der guten Verkehrsanbindung nach dem Bau der Eisenbahn zu einem Industriestandort. Mit einem Kanal wurde Wasser von der Venoge abgeleitet und zum Industriegebiet geführt. Hier entstanden eine Mühle, ein Hammerwerk und eine Spinnerei, die später in die Tuchfabrik H. Berger SA umgewandelt wurde und bis 1983 in Betrieb war. Ferner bestand bis Mitte des 20. Jahrhunderts eine Ziegelei. 1953 wurde östlich des Ortes das Zementwerk gegründet, das einen grossen Steinbruch am Mormont unterhält und 1992 von der Holderbank Cement und Beton AG (heute Holcim) übernommen wurde. Bei Eclépens befindet sich auch eine Sammelstelle für Spezialabfälle. In den letzten Jahrzehnten hat sich das Dorf auch zu einer Wohngemeinde entwickelt.
Die Schweizerische Post hat in Eclépens eines ihrer drei grossen Briefpostverteilzentren angesiedelt, das seit 2008 in Betrieb ist.

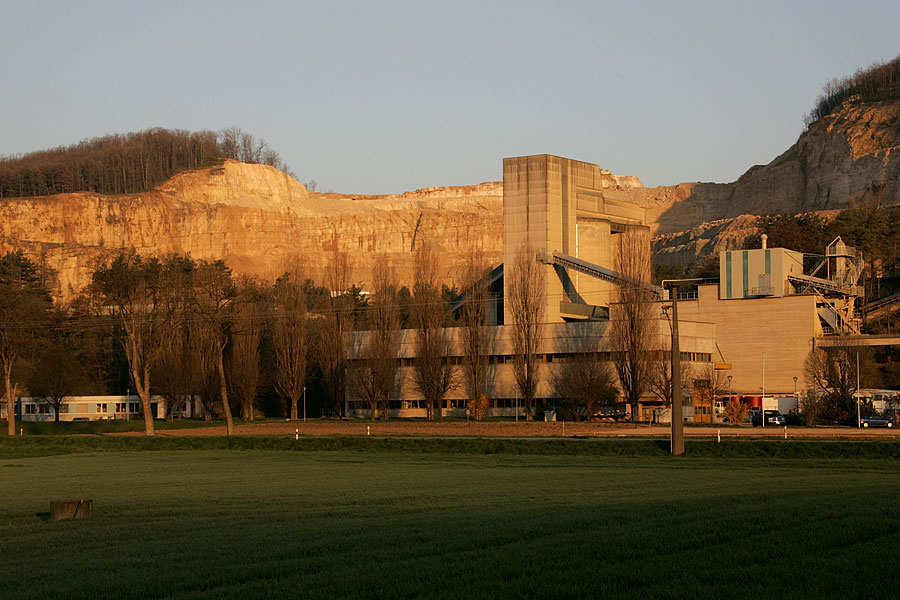
Zementfabrik Holcim
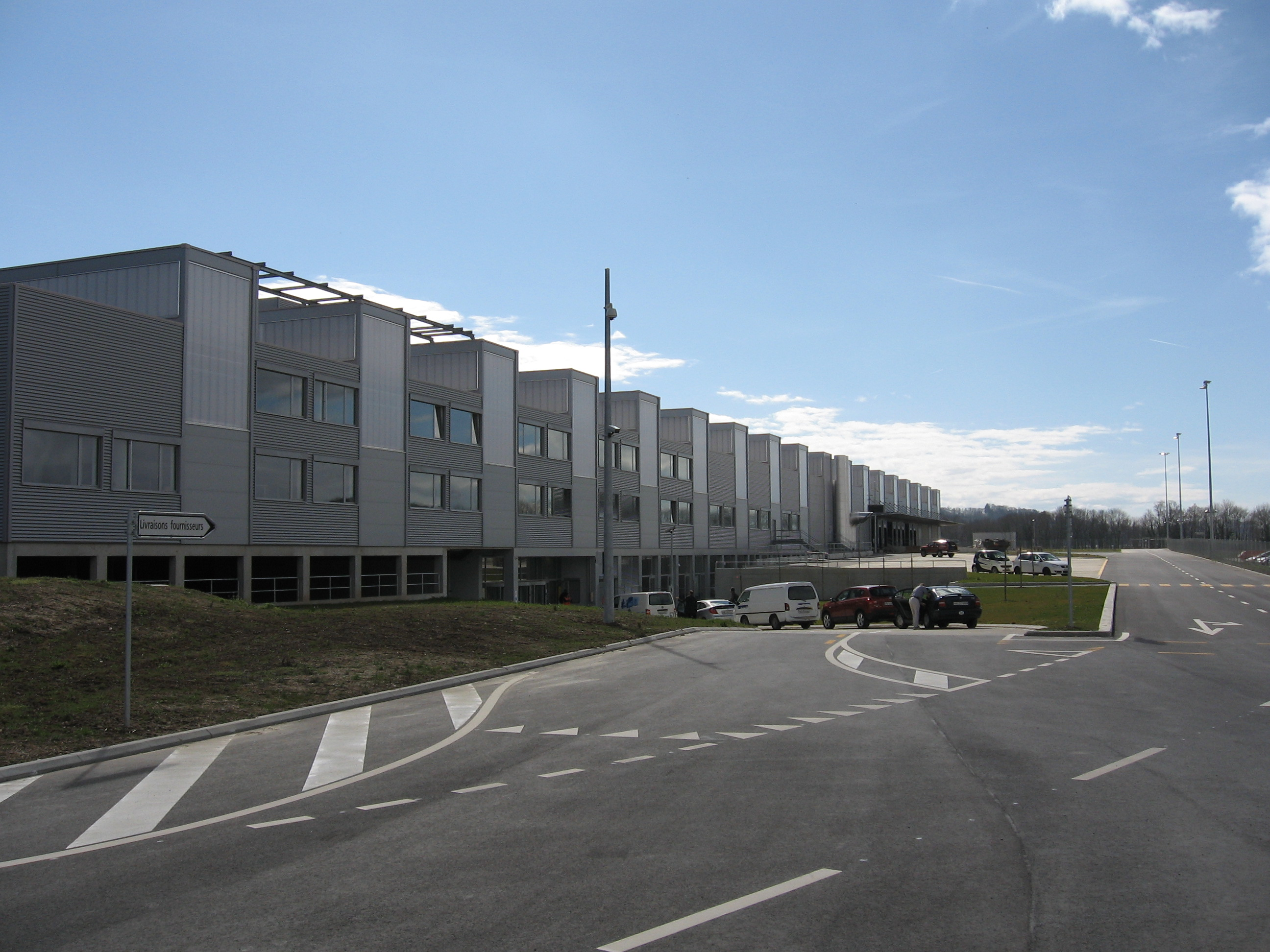
Briefzentrum Eclépens

## Verkehr
Die Gemeinde ist verkehrstechnisch gut erschlossen.
Sie liegt an einer Hauptstrasse von La Sarraz nach Oulens-sous-Echallens. Der Autobahnanschluss La Sarraz an der 1981 eröffneten A1 (Lausanne-Yverdon) ist rund 4 km vom Ort entfernt.
Am 7. Mai 1855 wurde der Abschnitt Yverdon-Bussigny-près-Lausanne der Bahnlinie Yverdon-Lausanne in Betrieb genommen. Der Bahnhof Eclépens befindet sich allerdings 2 km östlich des Dorfes am Südportal des Mormont-Tunnels. Nur wenig ausserhalb des Dorfes liegt die Station La Sarraz an der am 1. Juli 1870 eingeweihten Strecke Cossonay-Vallorbe.

## Sehenswürdigkeiten

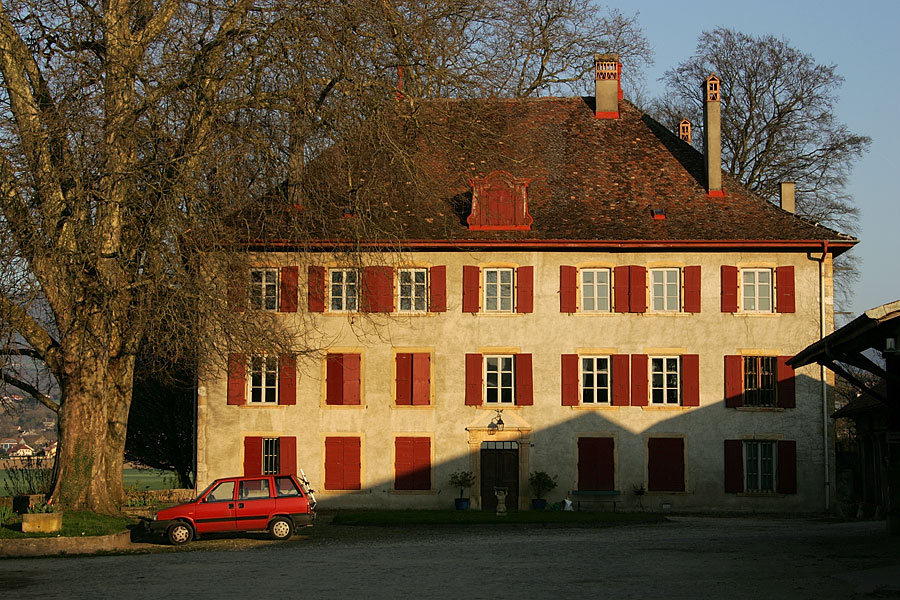
Das obere Schloss (Château En-Haut)

Die Pfarrkirche Saint-Pierre, die ursprünglich aus dem 13. Jahrhundert stammt, wurde von 1673 bis 1675 erneuert. Eclépens besitzt zwei Schlösser: Das untere Schloss (Château En-Bas) wurde 1709 errichtet, während das obere Schloss (Château En-Haut) 1786 durch Um- und Ausbau des ehemaligen Pfarrhauses entstand. Im kompakten Ortskern sind einige charakteristische Bauernhäuser aus dem 17. bis 19. Jahrhundert erhalten.